# Ancienne papeterie de Chappes
L’ancienne papeterie de Chappes est une papeterie datant du XVIIe siècle située dans la commune de Chappes dans le département de l’Aube dans la région Champagne-Ardenne en France.

## Historique
L'ancienne papeterie de Chappes dans l'Aube eut comme propriétaires successifs :
- 1675 à 1883, la famille Boulard décide d'avoir deux moulins annexes pour la fabrication de pâte à papier à Chappes et l'autre à Villeneuve près de Bar-sur-Seine (à 12 km de Chappes).
- 1887, Gustave et Félix Boulard vendent les usines de Chappes et de Villeneuve à Paul Pinson.
- 1918, Paul Pinson installe une nouvelle turbine hydraulique à Chappes et vend les deux usines à la Société des papeteries de Villeneuve puis en 1922, elles sont absorbées par la Société des papeteries Navarre de André Navarre[3].
- 1965, les deux usines de Chappes et de Villeneuve ferment brutalement très probablement, à cause de la construction du lac d'Orient situé sur la Seine et seulement à six kilomètres en amont. En effet, le débit naturel de la rivière ne passe plus par Chappes, ce cours d'eau est dérivé par le lac-réservoir et malheureusement, il n'y a plus assez d'eau pour alimenter l'ancienne papeterie.
- 1968, Maurice Vinot le père de Paul actuel propriétaire, rachète le moulin de Chappes et transforme l'énergie hydraulique en une énergie hydroélectrique. À l'époque, cette centrale électrique fournit de l'électricité uniquement pour le moulin.
- 2004, en partenariat avec l'ADEME et le Conseil régional dans le cadre de l'énergie propre et de l'énergie renouvelable, pour lutter contre l'effet de serre et du réchauffement climatique (la nouvelle installation évite l'émission dans l'atmosphère de 180 t de CO2 par an), Paul Vinot réaménage ce moulin à eau pour produire de l'électricité qui sera vendue à EDF (1 000 000 kWh/an soit l'équivalent d'une consommation de 400 foyers), des travaux colossaux sont organisés. La turbine Francis (118 kW) datant de 1918, cette vieille turbine de type 'Singrün' n'est pas assez rentable et doit être démontée au profit d'une turbine Kaplan (200 kW).
- 2015, Création d'un gîte et des chambres d'hôtes au Moulin de Chappes.
- 2016, Christiane et Paul Vinot ont eu l’heureuse surprise de voir leur habitation qualifiée d'"Ambassadeur" Maisons de France par le site Airbnb pour la région Grand Est. Leur demeure est également un gîte. Il s’agit du moulin de Chappes acquis en 1968 et lentement restauré depuis par les propriétaires.

Filigranes Boulard.
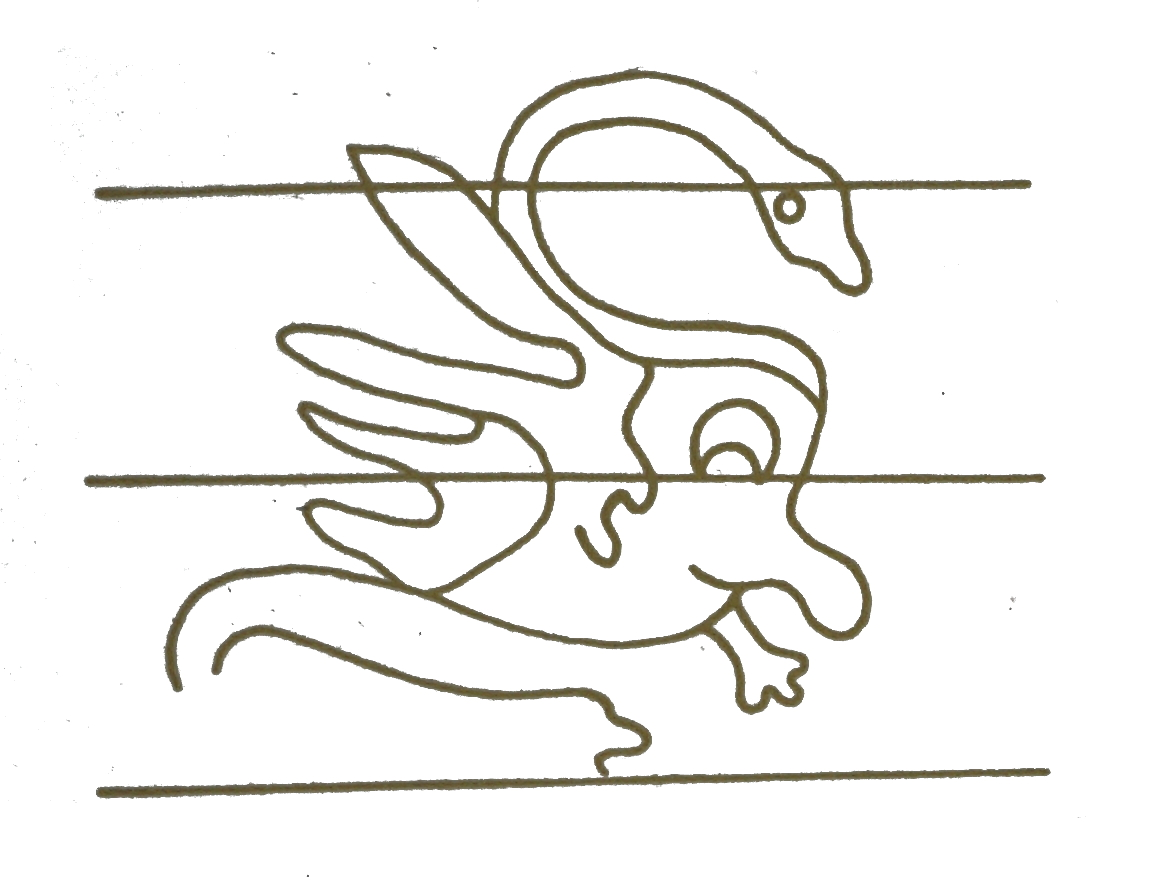
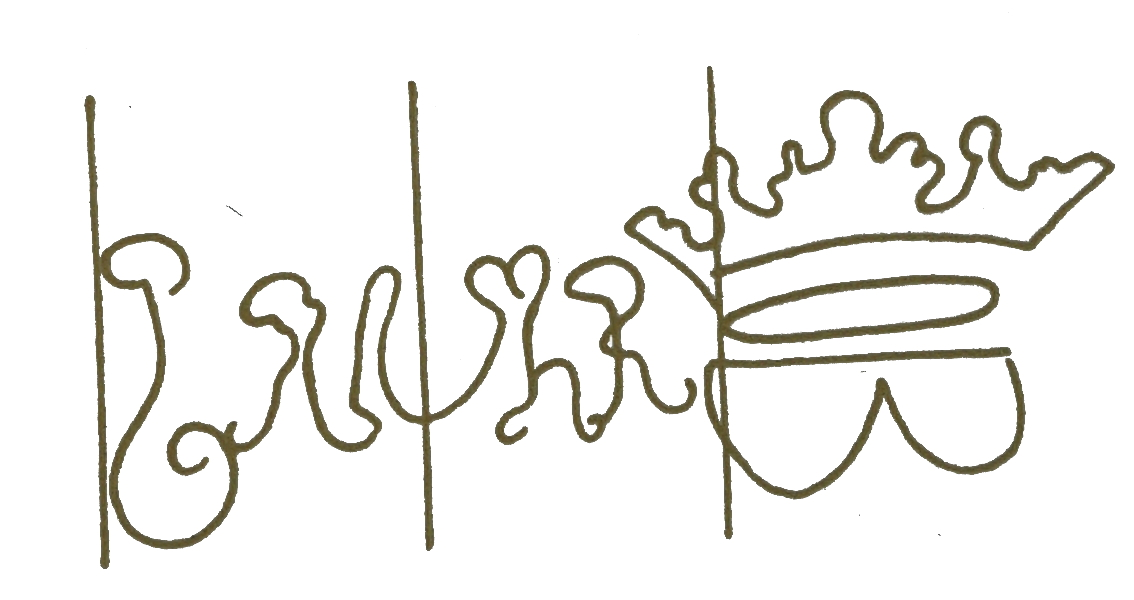